# Казуэлл (округ)
Округ Казуэлл (англ. Caswell County) располагается в штате Северная Каролина, США. Административным центроя является город Янсивилл — крупнейший населённый пункт округа по числу жителей.
По состоянию на 2010 год, численность населения Казуэлла составляла 23 719 человек.

## История
Округ Казуэлл был официально образован в 1777 году и назван в честь Ричарда Кэсвелла — губернатора Северной Каролины.

## География
В соответствии с данными указанными на сайте центрального статистического органа страны — Бюро переписи населения США, общая площадь округа Казуэлл равняется 1108,521 км2, из которых 1100,751 км2 занимает суша и 10.360 км2 или 0,88% приходится на водную поверхность.

## Климат
Согласно данным представленным Национальной метеорологической службой США в этом регионе влажный субтропический климат, который, по шкале классификации климатов Кёппена, сокращённо обозначается на климатических картах аббревиатурой «Cfa», что, по большей части, является стандартным для штата Северная Каролина. Расположение округа в регионе Пидмонт обуславливает умеренные снегопады и мягкое или жаркое лето.

Природа Казуэлла

Округ иногда включают в известную «Аллею Каролины». Это обусловлено главным образом смешением холодного воздуха с Аппалачей с тёплым воздухом Пидмонта. По данным сайта USA.com, округ занимает 79-е место по риску появления торнадо из всех 100 округов Северной Каролины. Он также занимает 41-е место по риску землетрясений в штате. С 1950 по 2010 год произошло 28 торнадо категории F2/EF2 и выше; Из всех 28 ураганов четыре имели рейтинг F3/EF3. С 1950 по 2010 год было зарегистрировано более 12 тысяч случаев, связанных с экстремальными погодными явлениями (град, грозы/шквальные ветры и наводнения).
Округ находится в зоне относительно низкой вероятности ураганов. С 1930 года в этом районе произошло тридцать пять ураганов. Самым крупным был ураган в День труда 1935 года, а последним — тропический шторм «Ана» в 2015 году. С 1950 по 2010 год было зарегистрировано 13 тропических ураганов, обрушившихся на этот район. Одна из причин, по которой август и сентябрь являются одними из самых дождливых месяцев, — это обильный приток осадков, вызванный ежегодным сезоном ураганов.
Самые мягкие месяцы года для округа Казуэлл — май, сентябрь и октябрь. В 2018 году самым жарким месяцем был июль со средней максимальной температурой более 30 °C. Январь обычно самый холодный месяц. Самые влажные месяцы — июнь, июль и август.

## Население
По данным переписи населения 2000 года в округе проживает 23 501 жителей в составе 8 670 домашних хозяйств и 6 398 семей. Плотность населения составляет 21,00 человек на км2. На территории округа насчитывается 9 601 жилых строений, при плотности застройки около 9,00-ти строений на км2. Расовый состав населения: белые — 61,07 %, афроамериканцы — 36,52 %, коренные американцы (индейцы) — 0,19 %, азиаты — 0,15 %, гавайцы — 0,03 %, представители других рас — 1,17 %, представители двух или более рас — 0,86 %. Испаноязычные составляли 1,77 % населения независимо от расы.
В составе 31,00 % из общего числа домашних хозяйств проживают дети в возрасте до 18 лет, 55,20 % домашних хозяйств представляют собой супружеские пары проживающие вместе, 14,20 % домашних хозяйств представляют собой одиноких женщин без супруга, 26,20 % домашних хозяйств не имеют отношения к семьям, 23,20 % домашних хозяйств состоят из одного человека, 10,20 % домашних хозяйств состоят из пожилых (65 лет и старше), проживающих в одиночестве. Средний размер домашнего хозяйства составляет 2,56 человека, и средний размер семьи 3,01 человека.
Возрастной состав округа: 23,20 % моложе 18 лет, 7,70 % от 18 до 24, 30,10 % от 25 до 44, 26,00 % от 45 до 64 и 26,00 % от 65 и старше. Средний возраст жителя округа 38 лет. На каждые 100 женщин приходится 102,50 мужчин. На каждые 100 женщин старше 18 лет приходится 102,30 мужчин.
Средний доход на домохозяйство в округе составлял 35 018 USD, на семью — 41 905 USD. Среднестатистический заработок мужчины был 28 968 USD против 22 339 USD для женщины. Доход на душу населения составлял 16 470 USD. Около 10,90 % семей и 14,40 % общего населения находились ниже черты бедности, в том числе — 18,30 % молодежи (тех, кому ещё не исполнилось 18 лет) и 21,10 % тех, кому было уже больше 65 лет.